# Forest (アダルトゲーム)
『Forest』（フォレスト）は、2004年2月13日にライアーソフトから発売されたアダルトゲームである。パッケージ版は既に生産・販売終了となっているが、2006年10月5日からDL販売で購入可能となっている。

## 内容
2004年の新宿を舞台とした異世界冒険譚。『不思議の国のアリス』や『ピーターパン』『ナルニア国物語』など、イギリスの古典ファンタジー作品からの膨大な量の引用が特徴である。
現代（作中時間では2004年）の新宿を舞台に、ガーデンと呼ばれる森に包まれた異空間（もう1つの新宿）へ召喚された5人の男女が、森が繰り出すリドルと呼ばれる生死をかけたゲームに、彼らが獲得した様々な超常能力ギフトで立ち向かう姿を描いた、2004年3月から2005年春まで1年間の物語である。
古典文学・ミュージカルなどからのパロディーが多数含まれて混沌とした世界観を築いている他、主要登場人物も多くが小説の書き手であったり熱心な読者であり、たびたび少女に物語や創作童話を語るという形式で場面が展開するなど、「物語」を重視して書かれた作品である。
反面、18禁ゲームであるに関わらず、全9章からなる長大なストーリーの中にエロシーンは7、8個しかない。また、登場人物も大多数が性的な経験のある20代半ば以上の男女であり、濃厚な色恋沙汰が展開されるわけでもない。
演出面ではいくつか特徴がある。例えば、表示されるテキストに被せてまったく別内容のボイスが流れるほか、複数人の声優によるミュージカル的な掛け合いなどの試みが盛り込まれている。背景には実際の新宿の写真を、森や木が生い茂ったように加工した画像が使われており、人物の絵は主要登場人物はバストアップの場合もあるが、多くの場合に主要登場人物、脇役たち含め、さまざまなポーズをとった全身像が使われている。
劇中音楽はライアーソフト作品ではお馴染みの、ノーブランドサウンズが担当（なお、AMGの音楽素材が何曲か使用されている）。後述するように「イギリス縛り」を意識して創られた物語に合わせてケルト風のBGMが物語を彩る。

## 古典文学・ミュージカルからの引用
「リドルはイギリスしばり」と作中で言及されているように、『不思議の国のアリス』『ナルニア国物語』『ピーターパン』『ピーターラビット』『メアリーポピンズ』『クマのプーさん』『指輪物語』『蠅の王』『ガリバー旅行記』『ウォーターシップ・ダウンのうさぎたち』などイギリス人が原作者であったり、イギリスを舞台とした作品が多く引用されており、それが重要な脇役であったり、リドルの主要なテーマであるなど、ストーリー上も重要な役割を占めている。
ただし、一部例外を除いて作中ではこうした作品の内容について言及されないまま、キャラクターや場面、固有名詞などが引用されているため、世界観を十分に楽しむにはこれらの作品の知識が必要である。また、一部『ジュマンジ』（アメリカ）・『砂男』（ドイツ）など、イギリス以外からの引用も存在する。

## 新宿
主要な登場人物たちは、いずれも新宿に留まる理由を持っており、物語全編を通して新宿のみを舞台としている。NTTドコモ代々木ビルが、ガーデンでは「ビッグベン」と呼ばれ、物語上重要なランドマークとして登場する。他にも東京都庁舎、新宿中央公園、スタジオアルタ、新宿御苑、新宿アイランドタワーなどが登場する。また、新宿住友ビルディング裏の円環状の道路標識が「妖精の輪」と呼ばれ、魔法的な存在として登場する。

## 登場キャラクター

### ガーデンに呼ばれた5人
城之崎灰流（きのさき あける）
声：なし
主人公。ある時はジャグラー、ある時は家庭教師とやくざな生活を送っている。森の秘密をある程度知っているためか、リドルに巻き込まれてもどこか超然としている所がある。愛飲している煙草の銘柄はゴールデンバット。
雨森望（あめのもり のぞみ）
声：かわしまりの
職に就いても失敗ばかりする根暗なOL。あだ名は「アマモリ」。おどおどしていることが多いが、追い込まれると切れて暴走する。リドルに巻き込まれたことに不安と疑問を覚えつつも、現実逃避的にリドルの世界へと没入していく。灰流とは顔見知りのようだ。
黛薫（まゆずみ かおる）
声：一色ヒカル
アマチュアの歌手もこなす頭の回転の速い医大生。毒舌家。医大の教授と不倫している。ガーデンに引用されている作品はあまり読んでいない。ある理由からストーリー開始時点では灰流のことを激しく嫌っている。ガーデンの織りなすリドルに巻き込まれたことに激しく反発するが、リドルが見せる自分の内面に否応なしに向き合わされていく。
刈谷真季（かりや まき）
声：野月まひる
とあるイタリア料理店のフロアマネージャー。根が真面目で落ち着いた「大人の女性」であるためか、奔放に動き回る5人のまとめ役になることが多い。リドルに巻き込まれた当事者でありながら、自らの読書体験と知識を元に傍観者のように状況分析をこなせる聡明さの持ち主。
九月周（ながつき あまね）
声：みる
新宿中毒であるソープランド嬢。少々独創的な思考回路と世界観を持つ。『ディプロマシー』や『カタン』など、テーブルゲームのファンでもある。リドルに巻き込まれたこと自体を楽しんでいる節があり、奔放かつマイペースに物語世界を引っかき回すこともしばしば。喫煙者であり、銘柄はチェリー、無ければホープを愛飲している。

### ガーデンの住人
黒いアリス（くろいありす）
声：北都南
ガーデンで暗躍する謎の少女。森の代弁者として5人に様々な言動を仕掛けてくる。
ダイナ（原典：不思議の国のアリス）
猫のヒトの少女。黒いアリスの飼い猫。子持ち。
グリザベラ（原典：CATS）
リアルでは九月の同僚である猫のヒト。美貌を誇るがその背後には老いの影がのぞく。
クリストファー・ロビン（原典：クマのプーさん）
金髪の男の子。クマ、トラー、コブタ、ウサギ、フクロウなど地下のヒトのリーダー的存在。
リーピチープ（原典：ナルニア国物語）
ネズミのヒトの気高い騎士。刈谷の騎士となり、共に東の果てを目指す。
ピーター（原典：ピーターラビット）
ウサギのヒト。現実世界では黛の研究グループの実験動物。
エル・アライラー（原典：ウォーターシップ・ダウンのうさぎたち）
ウサギ族の神。黛を翻弄しつつも導く。
インレの黒ウサギ（原典：ウォーターシップ・ダウンのうさぎたち）
ウサギ族の死神。エルアライラーと共に黛を導く。
オベロン（原典：真夏の夜の夢）
妖精の王。本作ではピーター・パンと同一視されている。
グロリアーナ（原典：妖精の女王）
妖精の女王。本作ではオベロンの妻。灰流に夫を連れ戻させたり、強力なギフトを強制的に渡したりする。
黒の乗り手（原典：指輪物語）
剣を持った不気味な存在。死の象徴。
ゾゾ（原典：クマのプーさん）
3本の鼻を持ったゾウの怪物。悪夢の象徴。

### その他の登場人物
宮乃伽子（みやのかこ）
城之崎灰流が家庭教師をしている教え子。胸を手術しており、体が弱い。ベッドにいる時間が長いためか本によく親しむ。
都知事
眼鏡の女性。「橘けーこ」と呼ばれている。常に後ろを向いている。

## スタッフ
- 企画：星空めてお
- シナリオ：星空めてお、茗荷屋甚六、高尾登山
- 原画：大石竜子
- 音楽：ノーブランドサウンズ